# ماهی صبور
ماهی صبور (نام علمی: Tenualosa ilisha) نوعی ماهی از راستهٔ شگ‌ماهی‌سانان (Clupeiformes) و خانوادهٔ شگ‌ماهیان (Clupeidae) و سرده صبوران (Tenualosa) است.
صبور از دریا به رودخانه برای تخم‌ریزی مهاجرت می‌کند و برای محافظت از خود به صورت آرایش ماهی بزرگ قرار می‌گیرد.
ماهی صبور تنها گونه آنادرموس در بین ماهیان جنوب ایران است. این ماهی بین اهالی جنوب ایران محبوبیت زیادی دارد.

## مشخصات
در ماهی صبور قاعده باله مخرجی بزرگ‌تر از قاعده باله پشتی است. این ماهی دارای کیل شکمی فلس‌دار است و کیسه شنای آن از جلو با معده و از پشت با مخرج ارتباط دارد.
ماهی صبور ۲ سوپر آروارهٔ بالایی دارد و پشت سرپوش آبششی آنها یک لکه سیاه وجود دارد که به دنبال آن لکه‌های کوچک‌تری قرار گرفته‌است. شباهت این ماهی با نوع دیگری بنام پیکو مشکل است اما به‌دلیل رنگ خاص ماهی صبور که متمایل به آبی و شکل بدنی آن و نوع زاویه چشم‌ها قابل تشخیص است. ماهی پیکو خارهای زیادتری دارد.

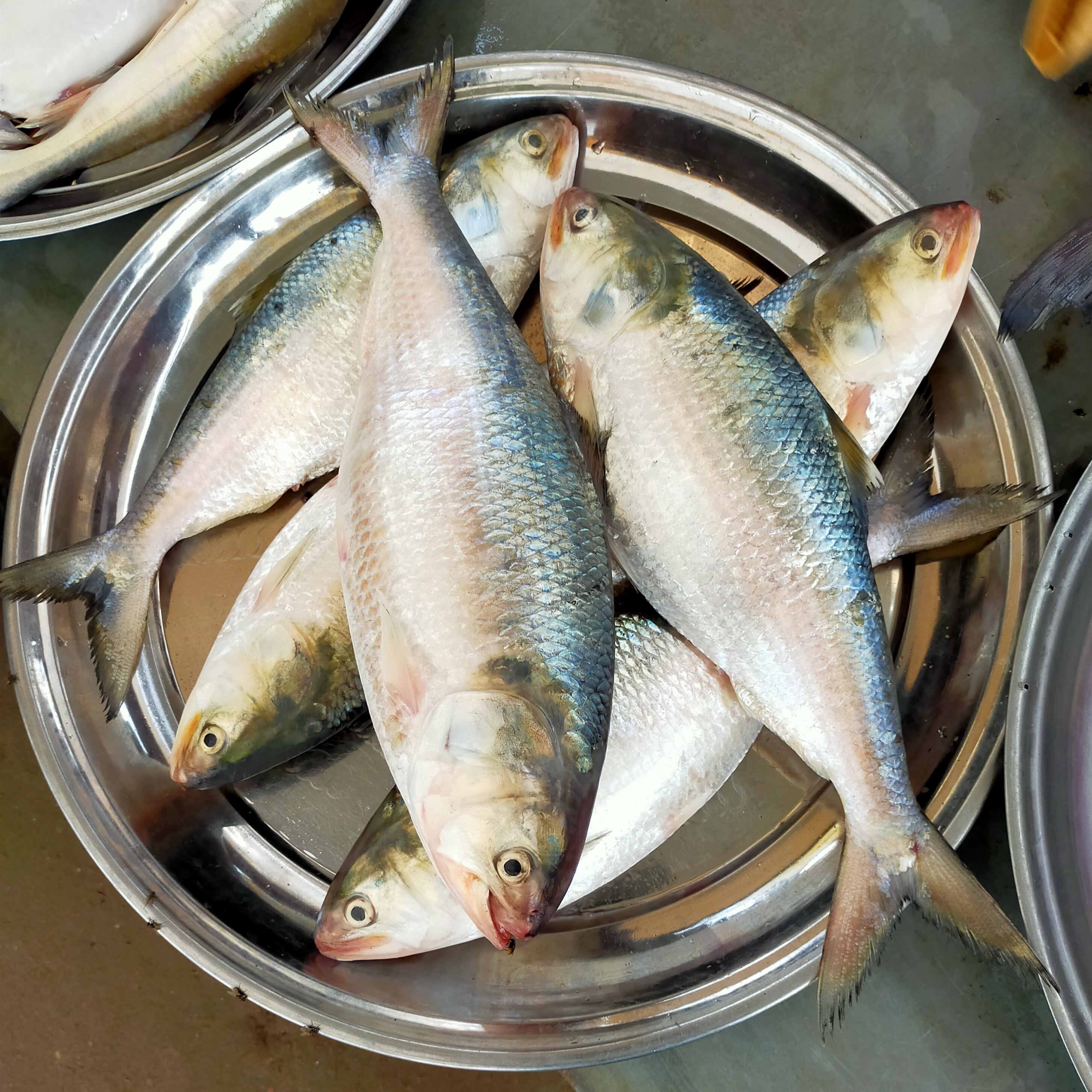
ماهی صبور